# Октіббега (округ, Міссісіпі)
Шаблон:StateAbbr_ 33°26′ пн. ш. 88°53′ зх. д. / 33.43° пн. ш. 88.88° зх. д.
Округ  Октіббега (англ. Oktibbeha County) — округ (графство) у штаті Міссісіпі, США. Ідентифікатор округу 28105.

## Історія
Округ утворений 1833 року.

## Демографія
За даними перепису 
2000 року 
загальне населення округу становило 42902 осіб, зокрема міського населення було 25973, а сільського — 16929.
Серед мешканців округу чоловіків було 21445, а жінок — 21457. В окрузі було 15945 домогосподарств, 9265 родин, які мешкали в 17344 будинках.
Середній розмір родини становив 3,03.
Віковий розподіл населення поданий у таблиці:
| Стать    | До 15 років | 15-21 | 22-29 | 30-39 | 40-49 | 50-65 | 65-85 | Понад 85 |
| -------- | ----------- | ----- | ----- | ----- | ----- | ----- | ----- | -------- |
| Чоловіки | 3759        | 4865  | 4490  | 2342  | 2231  | 2247  | 1366  | 145      |
| Жінки    | 3665        | 4637  | 3509  | 2523  | 2518  | 2444  | 1835  | 326      |

## Суміжні округи
- Клей — північ
- Лаундс — схід
- Ноксабі — південний схід
- Вінстон — південь
- Чокто — захід
- Вебстер — північний захід

## Виноски
1. ↑  U.S. Decennial Census. United States Census Bureau. Архів оригіналу за 19 липня 2018. Процитовано 6 листопада 2014.
2. ↑  Historical Census Browser. University of Virginia Library. Архів оригіналу за 11 серпня 2012. Процитовано 6 листопада 2014.
3. ↑  Population of Counties by Decennial Census: 1900 to 1990. United States Census Bureau. Архів оригіналу за 28 грудня 2014. Процитовано 6 листопада 2014.
4. ↑  Census 2000 PHC-T-4. Ranking Tables for Counties: 1990 and 2000 (PDF). United States Census Bureau. Архів оригіналу (PDF) за 18 грудня 2014. Процитовано 6 листопада 2014.
5. ↑  State & County QuickFacts. United States Census Bureau. Архів оригіналу за 7 червня 2011. Процитовано 4 вересня 2013.
6. ↑  American FactFinder. Бюро перепису населення США. Архів оригіналу за 26 лютого 2012. Процитовано 31 січня 2008.

| США | Це незавершена стаття з географії США. Ви можете допомогти проєкту, виправивши або дописавши її. |